# 梅加萊斯特里斯山
65°11′S 64°10′W / 65.183°S 64.167°W
梅加萊斯特里斯山是南極洲的山峰，位於威廉群島的彼德曼島南部，海拔高度35米，由讓-巴蒂斯特·夏古率領的法國探險隊繪入地圖。